# 永易至文
永易 至文（ながやす しぶん、1966年 - ）は、日本の著述家、人権活動家、行政書士、編集者。本名は「至文」を「ゆきふみ」と読む。1988年に「動くゲイとレズビアンの会」（現・アカー）に参加し、東京都青年の家事件において東京都と戦った。NPO法人「パープル・ハンズ」事務局長。2000年代から性的少数者の老後問題に取り組み、様々なサポートを行っている。

## 来歴
愛媛県新居浜市出身。海沿いの農村地帯に生まれた。祖父は豆腐屋を営んでいた。四国にいたときの楽しみはラジオで北京放送を傍受することであった。一時期、毛沢東に傾倒する。高校卒業後、大阪の予備校に1年間通い、1986年4月に東京大学に入学した。
1988年5月、大学で行われた「動くゲイとレズビアンの会」（現・アカー）の講演会に出席。終了後、メンバーの新美広から飲み屋に誘われた。永易は、スーツを着てビールを飲み、焼き鳥の串をくわえる新美の姿に衝撃を受けたという。自分と同じ同性愛者の日常を永易はこのとき初めて見た。同年、アカーに参加した。その後、中国に留学した。
1991年2月12日、府中青年の家の使用不承認をめぐり、アカーは東京都に対し損害賠償を求める訴訟を提起した（東京都青年の家事件）。当時中央大学の学生だった風間孝が訴状作りの中心人物になった。永易は活動記録の文案を作成し、同時に会報の作成にも関わった。東京大学文学部中国文学科卒業。卒論のテーマは巴金。大学卒業後、教育関係の出版社に勤務。1994年3月、東京地裁は原告勝訴の判決を下し、1997年9月、東京高裁は都の控訴を棄却した。
2001年、出版社を退職。有限会社にじ書房を設立。2002年夏、「ゲイの『暮しの手帖』」を目指し、季刊誌『にじ』を創刊した。同誌は8号まで続いた。
2010年、「同性愛者のためのライフプランニング研究会」を立ち上げ、医療や相続などの法制度に関わる情報の収集を開始した。メンバーが増えたことから、対象も性的少数者全体に広げ、2013年8月15日、「パープル・ハンズ」としてNPO法人化した。
2015年から読売新聞社のウエブサイト「ヨミドクター」で、コラム「虹色百話～性的マイノリティーへの招待」を連載している。
2016年3月1日、パープル・ハンズから『介護や医療、福祉関係者のための高齢期の性的マイノリティ理解と支援ハンドブック』を刊行した。
2020年1月から8月にかけて、朝日新聞社のウエブサイト「相続会議」で、相続にまつわる遺言、生命保険、預金口座などの諸問題やパートナーシップ宣誓制度を解説するコラムを連載。
2022年、概説書『「LGBT」ヒストリー ―そうだったのか、現代日本の性的マイノリティー』を著した。

## 著書
単著
- 『同性パートナー生活読本―同居・税金・保険から介護・死別・相続まで』緑風出版、2009年2月。ISBN 978-4846109011。
- 『にじ色ライフプランニング入門―ゲイのFPが語る〈暮らし・お金・老後〉』太郎次郎社エディタス、2012年5月11日。ISBN 978-4811840512。
- 『ふたりで安心して最後まで暮らすための本』太郎次郎社エディタス、2015年10月16日。ISBN 978-4811807850。
- 『「LGBT」ヒストリー ―そうだったのか、現代日本の性的マイノリティー』緑風出版、2022年3月9日。ISBN 978-4846122034。

編著
- 永易至文 編『レインボーフォーラム―ゲイ編集者からの論士歴問』緑風出版、2006年10月20日。ISBN 978-4846106140。